# Drugie Ministerstwo Przemysłu Maszynowego Chińskiej Republiki Ludowej
Drugie Ministerstwo Przemysłu Maszynowego ChRL (中华人民共和国第二机械工业部), jeden z urzędów centralnych w Chińskiej Republice Ludowej, który nadzorował produkcję przemysłu atomowego.
Ministerstwo powołano w sierpniu 1952. Po rewolucji kulturalnej pierwsza informacja o jego działalności pochodzi ze stycznia 1975. Pod tą nazwą ministerstwo był znane do maja 1982. W kwietniu 1988 stało się częścią nowo utworzonego Ministerstwa Źródeł Energii.